# جامعة ابن سينا للعلوم الطبية والصيدلانية
جامعة ابن سينا للعلوم الطبية والصيدلانية هي جامعة حكومية متخصصة بالمجالات الطبية تم استحداثها من قبل وزارة التعليم العالي للعام الدراسي 2014-2015، يقع موقعها في منطقة القادسية في مدينة بغداد بجوار كلية الصيدلة التابعة للجامعة المستنصرية.

## عن الجامعة
تأسست جامعة ابن سينا للعلوم الطبية والصيدلانية في عام 2014 لتكون من أولى الجامعات الطبية التخصصية في العراق وقد اُسست لتضم اربع كليات في الحقل الطبي التخصصي وهي كلية الطب وكلية طب الاسنان وكلية الصيدلة وكلية التمريض بالإضافة إلى المراكز البحثية والعلاجية التخصصية. تم استحداث كليتان لغاية الآن وهي كلية طب الاسنان في عام 2016 ثم استحدثت كلية الطب في عام 2017 والجامعة تسير قدماً لأستحداث بقية الكليات والمراكز البحثية تباعاً.

## كليات
- كلية الطب
- كلية طب الأسنان
- كلية الصيدلة
- كلية التمريض[4]